# Titus Andronicus
Titus Andronicus — американський панк/інді-рок гурт із Ґлен-Рока, Нью-Джерсі, США, сформований 2005 року. Назву гурту взято з однойменної п'єси Шекспіра ("Тіт Андронік"), на музику гурту вплинули такі колективи, як Neutral Milk Hotel та Pulp.

## Учасники
Теперішні
- Patrick Stickles – вокал, гітара (з 2005)
- Eric Harm – ударні, бек-вокал (з 2007)
- Julian Veronesi – бас, бек-вокал (з 2011)
- Adam Reich – гітара, клавішні, бек-вокал (з 2012)
- Jonah Maurer – гітара (з 2013)
- Elio DeLuca – піаніно, клавішні (з 2015; у 2008–2015 сесійний)

Колишні
- Sarim Al-Rawi – ударні (2005–2006)
- Alexi Crawford – гітара (2005–2006)
- Matt Miller – клавішні (2005–2006)
- Dan Tews – гітара (2005–2008)
- Ian Graetzer – бас (2005–2011)
- Martin Courtney – клавішні (2006)
- Ian Dykstra – ударні (2006–2007)
- Liam Betson – гітара (2006–2008, 2009, 2011–2013)
- Alex Tretiak – ударні (2007)
- Andrew Cedermark – гітара (2007, 2008–2009)
- Ian O'Neill – гітара (2008–2009)
- Pete Feigenbaum – гітара (2009)
- Amy Klein – гітара, скрипка (2010–2011)
- Dave Robbins – клавішні, гітара (2010–2011)

## Дискографія
- The Airing of Grievances  (2008)
- The Monitor (2010)
- Local Business (2012)
- The Most Lamentable Tragedy (2015)
- A Productive Cough (2018)
- An Obelisk (2019)
- The Will to Live (2022)